# James Langevin

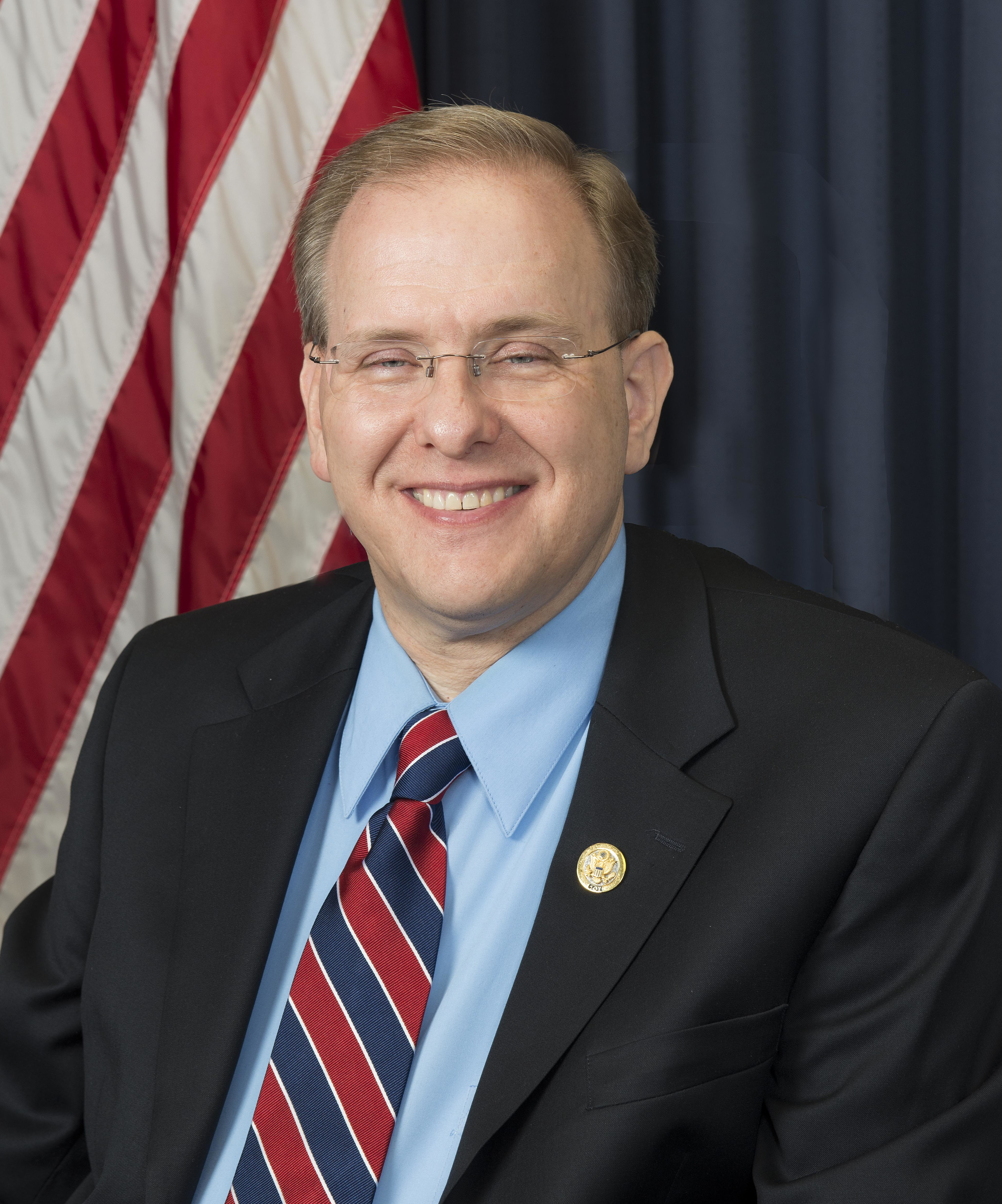
James Langevin (2013)

James „Jim“ R. Langevin (* 22. April 1964 in Providence, Providence County, Rhode Island) ist ein US-amerikanischer Politiker der Demokratischen Partei. Von 2001 bis 2023 vertrat er den zweiten Distrikt des Bundesstaats Rhode Island im US-Repräsentantenhaus. Er war das erste Mitglied des Kongresses mit einer Querschnittlähmung.

## Leben
James Langevin besuchte die High School in Warwick (Rhode Island) und studierte danach bis 1990 am Rhode Island College in Providence, wo er seinen Bachelor of Arts machte. 1994 erwarb er einen Master of Public Administration an der Kennedy School of Government der Harvard University.
Im Alter von 16 Jahren absolvierte Langevin ein freiwilliges Praktikum bei der Polizei von Warwick. Als sich dabei versehentlich ein Schuss aus einer Waffe löste, traf dieser ihn, wodurch er fortan von der Taille ab gelähmt war. Er benutzt seitdem einen Rollstuhl. Er lebt privat Warwick (Rhode Island).

## Politik
Sein erstes politisches Mandat übernahm James Langevin 1986 als Delegierter zum Verfassungskonvent von Rhode Island. Dabei fungierte er als Sekretär des Gremiums. Zwei Jahre darauf wurde er erstmals in das Repräsentantenhaus von Rhode Island gewählt, wo er bis 1994 verblieb; danach übernahm er das Amt des Secretary of State in der Regierung von Rhode Island. Er machte sich einen Namen, indem er gegen Korruption im Verwaltungsapparat anging.
Bei der Wahl zum Repräsentantenhaus der Vereinigten Staaten 2000 wurde Langevin im zweiten Kongresswahlbezirk von Rhode Island in das US-Repräsentantenhaus gewählt, wo er am 3. Januar 1999 die Nachfolge von Robert Weygand antrat, der seinerseits, erfolglos, für den Senat der Vereinigten Staaten kandidiert hatte. Er siegte mit 62,2 % gegen Robert Tingle von der Republikanischen Partei, Rod Driver von Conscience for Congress sowie Dorman Hayes von der Green Party.
Nachdem er bei allen folgenden zehn Wahlen von 2002 bis 2020 bestätigt wurde, übte er sein Mandat bis 2023 aus. Er wurde stets mit mehr als 55 % der Stimmen wiedergewählt. Sein bestes Ergebnis erzielte er bei den Wahlen 2002 mit 76,3 %, das schlechteste Wiederwahlergebnis hatte er im Jahr 2012 mit 55,7 Prozent der Stimmen.
Im Januar 2022 gab Langevin bekannt, nach über 37 Jahren in gewählten Ämtern, zuletzt 22 Jahre im Kongress, nicht für eine weitere Amtszeit zu kandidieren. Er begründete diesen Schritt auch damit, mehr Zeit zu Hause verbringen zu wollen. Er schied am 3. Januar 2023 aus dem Kongress auss. Sein Nachfolger ist der bisherige General Treasurer of Rhode Island, Parteikollege Seth Magaziner, der die Wahl 2022 mit 50,2 % gewann.

### Ausschüsse
Langevin war zuletzt Mitglied in folgenden Ausschüssen des Repräsentantenhauses:
- Committee on Armed Services
  - Cyber, Innovative Technologies, and Information Systems
  - Seapower and Projection Forces
  - Strategic Forces
- Committee on Homeland Security
  - Cybersecurity, Infrastructure Protection, and Innovation (Vorsitz)
  - Intelligence and Counterterrorism

Zuvor war er auch Mitglied im Committee on Intelligence. Des Weiteren war er Mitglied in über 70 Caucuses.

### Positionen
Im Kongress trat er für die Interessen von Menschen mit Behinderungen und eine umfassende Gesundheitsversorgung ein. Er galt überdies als Pro-Life-Demokrat. Im Vorfeld der Präsidentschaftswahl 2008 unterstützte er Hillary Clinton. Er fungierte während ihres Wahlkampfes als Berater für Themen wie Stammzellenforschung oder Menschen mit Behinderung.